# Elysion (banda)
Elysion es una banda griega de metal gótico, formada en Atenas en 2006.

## Historia
Los integrantes del grupo son Christianna (voz), Johnny Zero (guitarra), Anthony FxF (bajo), Nid (guitarra) y Laitsman (batería). Exmiembros son Maxi Nil (voz) y Petros Fatis (batería).
Hasta el momento la banda ha publicado tres álbumes. La grabación de su segundo disco fue terminada entre octubre y noviembre de 2011, y el mismo será lanzado en el 2012. Su tercer album ha sido publicado en 2023.

## Discografía

### Discos de estudio
- Silent Scr3am (2009)
- Someplace Better (2014)
- Bring Out Your Dead (2023)

### Demos
- Demo 2007 (2007)
- Promo 2009 (2009)

### EP
- Killing My Dreams (2012)

### Oficiales
- Sitio oficial
- Elysion en MySpace
- Elysion en Facebook
- Elysion en LastFM

### Entrevistas
- Rock Overdose En griego
- Spirit of Metal En inglés

- Datos: Q2604478